# Вакцина MVC проти COVID-19
Вакцина MVC, інша назва MVC-COV1901 — кандидат на вакцину проти COVID-19, який є субодиничною вакциною, та розроблений тайваньською компанією «Medigen Vaccine Biologics», американською компанією «Dynavax Technologies» та національним інститутом охорони здоров'я Тайваню.>
Ця вакцина створена на основі рекомбінантного білка шиповидних відростків оболонки вірусу, отриманому в тайванському національного інституті охорони здоров'я. Попередні результати I фази клінічних досліджень вакцини були опубліковані в червні 2021 року, і вони вказували на стійку імунну відповідь, спричинену вакциною.